# 안재억
안재억(본명: 안하현, 1990년 4월 3일~)은 대한민국의 DIA TV 소속 크리에이터였다.

## 학력
- 서울사근초등학교 (졸업)
- 한양대학교 사범대학 부속고등학교 (졸업)
- 서일대학교 레크레이션과 전문학사 (졸업)

## 생애
- 대한민국의 유튜버
- 2014년 5월 18일부터 활동하기 시작했다.